# Круунунхака
Круунунхака (фин. Kruununhaka, швед. Kronohagen, в разговорной речи также Krunikka или Kruna) — район города Хельсинки, часть административного округа Виронниеми. Население по данным на 2003 год — около 6800 человек. Западной границей района считается Унионская улица, а с юга Круунунхака заканчивается на той части Северной Эспланады, которая проходит вдоль Рыночной площади. Остальная часть границы района — набережные: Северной гавани на востоке и Силтавуоренранта на севере.
В районе Круунунхака расположены главные государственные и религиозные учреждения Финляндии. Здесь находятся Президентский дворец, Кафедральный собор, здание Государственного совета, здание Сословного сейма, мэрия города, банк Финляндии, Дворянское собрание, несколько зданий университета Хельсинки, Государственный архив.

## Некоторые примечательные улицы района Круунунхака
- Унионская улица
- Улица Й. Снеллмана (бывшая ул. Николая I)
- Мариинская улица
- Константиновская улица
- Северная набережная
- Северная эспланада
- Алексантеринкату (названа в честь Александра I)
- Халлитускату
- Кирккокату
- Мирная Улица
- Эстонская улица
- Елизаветинская улица (названа в честь Елизаветы Алексеевны, супруги Александра I).
- Ойкокату